# Cortes (Cermoño)
Cortes es una aldea española de la parroquia de Cermoño, perteneciente al municipio de Salas, en la comunidad autónoma de Asturias.

## Historia
Hacia mediados del siglo XIX, el lugar pertenecía a la parroquia de Ovanes del municipio de Salas. En 2023, la entidad singular de población de Valbona, ahora perteneciente a la parroquia de Cermoño, tenía empadronados 6 habitantes, todos ellos en diseminado.